# مارکز باتیستا دی آبرئو
مارکز باتیستا دی آبرئو (به پرتغالی: Marques Batista de Abreu) مهاجم اهل برزیل است که در شهر کورولوس و در تاریخ ۱۲ مارس ۱۹۷۳ به دنیا آمده‌است.
مارکز باتیستا دی آبرئو در تیم‌های فوتبال کورینتیانس سابقهٔ حضور دارد.